# Rivalité binoculaire

Une image permettant de faire l'expérience de la rivalité binoculaire lorsqu'on l'observe à l'aide de lunettes 3D bleu-rouge.

La rivalité binoculaire est un phénomène de vision pendant lequel la conscience alterne entre des images très différentes présentées à chaque œil.
Le phénomène est principalement utilisé en laboratoire, afin d'étudier les mécanismes de la conscience visuelle, et de la vision binoculaire.
Pour présenter les images différentes à chaque œil, on utilise la même technologie que celle utilisée pour présenter des images en 3D (par exemple: les lunettes 3D, le casques de réalité virtuelle ou le stéréoscope).
Lorsque les images sont très similaires, elles fusionnent en une image binoculaire unique. Si les différences dépassent un seuil tolérable, elles sont superposées quelques instants, puis l'une d'elles est perçue, suivie de l'autre, en un cycle d'alternances image droite - image gauche, appelées renversements. Les renversements entre les images ne sont pas instantanés mais marqués par une image composite instable, pendant laquelle un front d'onde parcourt l'image, transformant l'image droite en image gauche (ou l'inverse). Une illustration de ce phénomène peut être trouvée ici.